# 躰全道
躰全道（たいぜんどう）は、護道宗家である廣木道心が2000年創始した総合護身武術。後に躰全道は自他護身のコンセプトと共に2008年から護道へと昇華された。

## 特長
躰全道の名称は「躰＝身体」「全＝総合・安全」「道＝武道」を指しており、「身体を安全のために総合的に使う武道」、すなわち名称自体が「総合護身武術」という意味を表している。打撃技のメカニズムを用いた投げ技である「崩撃（ほうげき）」を中心に立ち技、寝技など総合格闘技的な要素と45cm前後の短い棒を用いた「短棒術（たんぼうじゅつ）」を基本とする武器術など自身の身を守るための護身術として総合的な技術体系を確立していたが、現代社会においては自身の身を守るためだけではなく、敵対者への過剰防衛にならないような配慮や、自分以外の第三者を守るための仲裁技術や救護や介助（子ども、女性、老人、ハンディのある方への配慮）も含んだ護身術の必要性を感じていた廣木によって新たに自他護身という理念が生まれ、そのコンセプトに基づいた技術改変の末に「護道」へと変貌を遂げた。

## 崩点の原理
崩すための打撃として開発された技術「崩撃（ほうげき）」を行なう際に用いる技の要となる原理。両足を支点として考え、支点を結ぶ線を支持線と呼び、支持線上にある重心を崩点（ほうてん）というバランスを崩しやすいポイントへ誘導することを意味する。崩点とは構えた状態から両支点から垂直水平となる線が交差する、ちょうど三角形の頂点となる位置を差す。従来の体捌きからの崩しや投げ技は外向きに力のベクトルが発生する円運動による遠心力の利用であることから技の構造の力学的な矛盾に気付き、崩しを目的として遠心力ではなく重力（万有引力の法則）に逆らわず不必要な身体の力を抜くことによる体重の落下力の利用した技術「崩撃」を開発。その「崩撃」を行うための明確な重心の誘導位置として廣木道心が発表した原理が「崩点の原理」である。以後、崩点（三角形の頂点）への誘導を崩しの際の技術として取り入れる空手や合気道等の武道団体が急増し広く影響を与えている。